# Джон Скандретт Гарфорд
Джон Скандретт Гарфорд (англ. John Scandrett Harford; 8 жовтня 1785 — 16 квітня 1866) — британський банкір, благодійник і аболіціоніст. Член Лондонського Королівського Товариства, президент-засновник Королівської академії Західної Англії. Автор книг, художник.

## Біографічні відомості
Джон Скандретт Гарфорд народився 8 жовтня 1785 року у сім'ї Джона Скандретта Гарфорда (старшого), банкіра в Бристолі. До кінця XVIII століття батько став багатим землевласником і переконаним квакером. Матір — Мері Ґрей (англ. Mary Gray), дочка Аврагама Ґрея з Тоттенхема.
Джон Скандретт Гарфорд мав квакерське виховання, але в 1809 році охрестився в англіканській церкві в Челвуді. Він навчався у Чарльза Ллойда в Петерлі-Гауз, Ґрейт-Міссенден. Джон Гарфорд Старший був покровителем шкіл Ганни Мор у Сомерсеті в 1790-х роках, авторки романів. Марія Еджворт стверджувала, що головний герой популярного роману Мор «Колебс у пошуках дружини» (1809) був списаний із молодшого Гарфорда. 1812 року він одружився з Луїзою, дочкою Річарда Гарта Девіса.
У 1820 році його прийняли до Кембриджського коледжу Христа. Він був аболіціоністом і другом Вільяма Вілберфорса.
Навесні 1820 року Гарфорд познайомився з Томасом Берджессом, єпископом Сент-Дейвідса, у будинку Генрі Райдера, єпископа Глостера. Берджесс згадав про свій «запланований коледж для духовної освіти в Південному Уельсі», хоча в цей час «він не виглядав оптимістичним щодо надій на швидку реалізацію плану». Гарфорд знав, що коледж у Лампетері «зробив би околиці культурнішими й кращими». Восени 1820 року Гарфорд запропонував пожертвувати Берджессу ділянку замку Лампетер, «Кастл-Філд» (англ. Castle Field) або «Кае-Кастелл» (валл. Cae Castell) валлійською мовою, якою він і його брати тепер володіли як лорди садиби Лампетера. Таким чином, саме на землі, подарованій Гарфордом, тепер розташований кампус Лампетер Уельського університету (колишній Коледж Святого Девіда). Бюст Гарфорда перебуває у колекції університету. Два гуртожитки в університеті, Гарфорд I і Гарфорд II, також названі на його честь.
У 1823 році Гарфорда обрали членом Королівського товариства. На 1825—1826 роки його призначили Верховним шерифом графства Кардіґаншир. З 1844 році до 1859 року він був президентом-засновником теперішньої Королівської академії Західної Англії (тоді Бристольська академія образотворчих мистецтв).

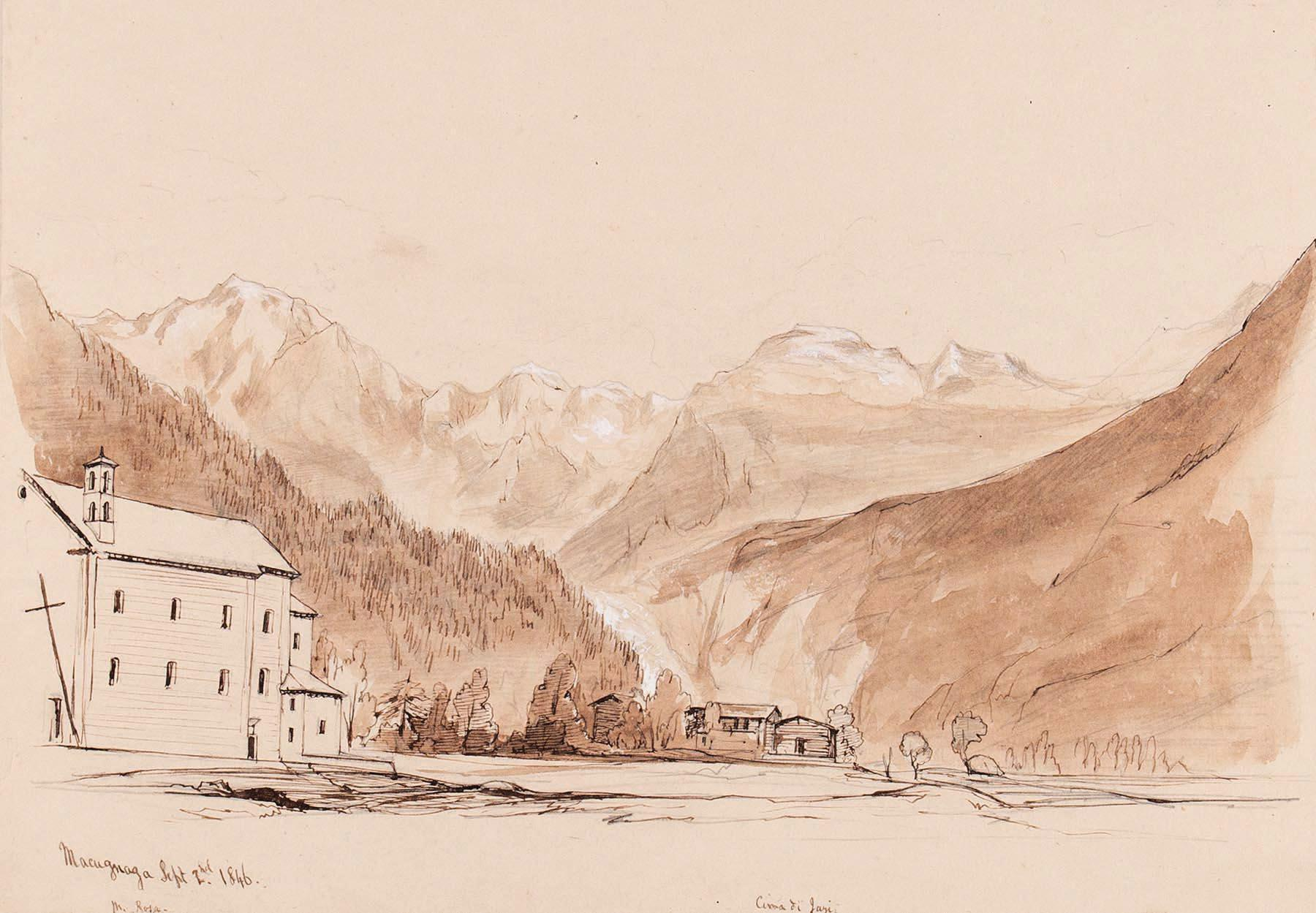
«Макуньяга, г. Роза/ Cima di Jagi» (1846). Джон Скандретт Гарфорд

Він також був помірно успішним художником, і його олійні картини часто можна знайти на аукціонах у Великій Британії.
Пізніше він осліп і помер у замку Блез у 1866 році. Він помер без дітей, тож його спадкоємцем став племінник Джон Баттерсбі Гарфорд (англ. John Battersby Harford).

## Власність родини
У власності родини Гарфордів був маєток замку Блеза в Генбері. Він належав Томасу Фарру (англ. Thomas Farr), який збанкрутував у 1778 році після початку Війни за незалежність США. Потім маєток кілька разів переходив з рук в руки, перш ніж Джон Гарфорд Старший придбав землю та будівлі. Він побудував простий, але солідний будинок і попросив ландшафтного архітектора Гамфрі Рептона розпланувати територію. Рептон став партнером архітектора Джона Неша, якому Гарфорд доручив спроєктувати групу котеджів Блеза-Гамлета як будинків для своїх слуг на пенсії.
Неш створив ескізи котеджів, які збудував Джордж Рептон. Даймонд-Коттедж є прикладом надзвичайно мальовничого стилю цих котеджів.
У 1819 році Гарфорд також придбав маєток Петервелл у Лампетері, зробивши покупку спільно зі своїми молодшими братами. Раніше ним володів його тесть, Річард Гарт Девіс, який близько 1812 року збудував будинок на цій території. Племінник Гарфорда, Джон Баттерсбі Гарфорд, переробив будинок в італійському стилі в 1859 році під назвою Фалькондейл.

## Архіви
Листування, щоденники та особисті папери Джона Скандретта Гарфорда та родини Гарфордів зберігаються в Бристольському архіві (Ref. 28048) (онлайн-каталог). Додаткове листування, включаючи листи, надіслані Вільямом Вілберфорсом до Гарфорда, зберігається в бібліотеці Вільяма Р. Перкінса Дюкського університету. У Національній бібліотеці Уельсу також є записи про маєтки Пітервелл та Фалькондейл родини Гарфордів родини Гарфордів.

## Опубліковані праці
- Some account of the life of Thomas Paine, Bristol, 1819
- Aeschylus: Agamemnon….Translated from Greek by J. S. Harford, London: Murray, 1831
- Life of Thomas Burgess, London: Eyre & Spottiswood, 1840. 2nd ed. London: Eyre, 1841
- Life of Michaelangelo Buonarroti, Longman & Roberts, 1857; Spottiswoode & Co., 1858
- Reminiscences of W. Wilberforce during nearly thirty years, 1864

## Виноски
1. 1 2  SNAC — 2010.
2. ↑  https://www.britishnewspaperarchive.co.uk/viewer/bl/0001443/18660421/051/0005
3. 1 2  Lundy D. R. The Peerage
4. 1 2 3  "Harford, John Scandrett (HRFT820JS)" (англ.) . A Cambridge Alumni Database. University of Cambridge.
5. 1 2 3  Brayne, Charles. Harford, John Scandrett (1787–1866). Oxford Dictionary of National Biography (вид. онлайн). Oxford University Press. doi:10.1093/ref:odnb/12311. (Необхідна підписка або членство в публічній бібліотеці Сполученого Королівства .)
6. 1 2  M J Crossley Evans, Hannah More, University of Bristol (Bristol branch of the Historical Association), 1999
7. ↑  Walsh, William Shepard (2015). Heroes and Heroines of Fiction. Forgotten Books. ISBN 978-1330331149. OCLC 989864825.
8. ↑  Eastlake, Elizabeth (2009). The Letters of Elizabeth Rigby, Lady Eastlake (англ.). Liverpool University Press. с. 176 note 1. ISBN 978-1-84631-194-9.
9. ↑  Stott, Anne (15 березня 2012). Wilberforce: Family and Friends (англ.). OUP Oxford. с. 219. ISBN 978-0-19-969939-1.
10. ↑  Price, D. T. W. (1977–1990). A history of Saint David's University College Lampeter. Cardiff: University of Wales Press. ISBN 0-7083-0606-3. OCLC 3742391.
11. ↑  Cardigan Boroughs. History of Parliament Online. Процитовано 10 липня 2013.
12. ↑  The history of Blaise Hamlet, National Trust, процитовано 23 серпня 2016
13. ↑  Blaise Hamlet, Diamond Cottage, Bristol, BLB: British Listed Buildings, процитовано 23 серпня 2016
14. ↑  National Archives Discovery Catalogue page, Duke University William R Perkins Library. Процитовано 22 лютого 2016.
15. ↑  National Library of Wales, Peterwell and Falcondale Estate records. Процитовано 22 лютого 2016.